# Progetto Marklar
Il progetto Marklar era un progetto segreto dell'Apple volto ad effettuare il porting del sistema operativo macOS su macchine dotate di processori X86.

## Origini
Nel 2000 alcuni impiegati Apple, tra i quali John Kullmann, vennero assegnati agli uffici sull'East Coast, solitamente dedicati a progetti alternativi o non di primo piano, per lavorare ad un porting x86 del MacOS dell'epoca, come fall-back-plan, ovvero progetto di ripiego, di riserva; diciotto mesi dopo, nel dicembre 2001, Kullmann presentò sei PC x86 assemblati su cui funzionava una versione customizzata del sistema operativo Apple.
Durante il 2002 Steve Jobs in persona, insoddisfatto dei progressi e dei piani di consegna dei processori PowerPC, decise di portare avanti con più consistenza questo progetto, assegnando una dozzina di ingegneri al porting del Mac OS X su macchine generiche dotate di processori X86 in modo da aver a disposizione una strada alternativa nel caso l'avanzamento tecnologico dei processori PowerPC si fermasse. Nell'agosto 2002 il progetto Marklar era consolidato e ufficiosamente annunciato ai media. In seguito alcuni produttori hardware sostennero di aver esercitato pressioni sullo stato maggiore di Apple al fine di produrre cloni Mac x86.

## Background
Anni prima Apple aveva varato un progetto analogo, il progetto Star Trek. Questo progetto doveva portare il System 7 su X86. In seguito il progetto era stato abbandonato per via dei costi crescenti e per via della netta superiorità dei processori PowerPC rispetto agli equivalenti Intel. A differenza del progetto Star Trek il Mac OS X è quasi interamente scritto in Objective C e quindi la conversione si era rivelata un compito relativamente semplice. Tanto più che lo strato a basso livello del sistema operativo Darwin già esisteva per processori X86. La presenza del progetto Marklar è sempre stata negata da Apple, anche se un documento interno di IBM ne accennava l'esistenza e ne ridimensionava la portata. I manager di IBM ritenevano un'eventuale migrazione su X86 un'operazione difficile e pericolosa per Apple.

## Migrazione
Nel 2005 Apple stanca dei ritardi di IBM nella realizzazione di processori PowerPC G5 ad alta frequenza e a basso consumo ha deciso di abbandonare i processori PowerPC e di stringere un'alleanza con Intel. Il 6 giugno 2005 il CEO di Apple Steve Jobs ha ufficialmente annunciato il nuovo corso dei computer Apple e ha reso pubblico il progetto Marklar affermando che gli ingegneri avevano effettuato il porting delle cinque versioni di Mac OS X annunciando che il nuovo Mac OS X Leopard sarebbe stato sviluppato tenendo conto dei processori Intel. Nella stessa occasione ha mostrato un portatile dotato di processore Intel su cui girava Mac OS X Tiger.